# 1907年の政治
1907年の政治（1907ねんのせいじ）では、1907年（明治40年）の政治分野に関する出来事について記述する。

## できごと

### 1月
- 1月1日 - フランスで老人貧窮者扶助法施行。
- 1月2日 - フランスで教会法施行。
- 1月8日 - カージャール朝のムザッファル・アッディーン・シャーが崩御。モハンマド・アリー・シャーが即位。
- 1月14日 - 筑波型装甲巡洋艦の第1番艦、筑波が完成する。
- 1月15日 - 幸徳秋水、平民新聞を発行。
- 1月20日
  - スイスで国民投票。政教分離を拒否。
  - 大隈重信首相が引退を表明。
- 1月22日 - 日本人労働者200名、サンフランシスコで上陸を拒否される。
- 1月25日 - ドイツ帝国議会選挙で、ベルンハルト・フォン・ビューロー首相の与党が勝利する。
- 1月26日 - オーストリアで普通選挙法成立。
- 1月28日 - ロシア皇帝ニコライ2世がロシア軍の満州からの早期撤兵を宣言する。
- 1月31日 - 米、日本に移民禁止協約を再提案。

### 2月
- 2月1日 - 帝国国防方針策定。陸軍25個師団、八八艦隊など軍備増強を計画。
- 2月4日
  - ロシア、日本に対し、日露協約締結を提案。
  - 足尾銅山で労働者と職員が衝突し、大暴動に発展する。
- 2月5日 - 幸徳秋水、平民新聞紙上に「余が思想の変化」を発表。同論文中で直接行動を主張する。
- 2月8日
  - ルーマニア領モルダビアで農民大暴動。全土に波及する。
  - 米、ドミニカ共和国の関税管理権を50年間獲得に成功。
- 2月12日 - 福田英子、堺為子、管野スガらが、女性の政治結社、集会参加を認めて治安警察法改正を衆議院に請願する。
- 2月13日 - 英、ロンドンで婦人参政権を要求するデモ。デモ隊は議会乱入事件を起こす。
- 2月17日 - 日本社会党第2回大会。
- 2月20日 - セオドア・ルーズベルト米大統領が新移民法に署名する。
- 2月22日 - 日本社会党が結社禁止となる。

### 3月
- 3月2日 - 炭鉱で労働争議が頻発する。
- 3月4日 - 日本政府、清国政府の要請に従い、孫文を国外追放処分とする。
- 3月5日 - 露第2国会（ドゥーマ）。ロシア社会民主労働党など左翼政党も参加し、左右両派の対立は激化する。
- 3月11日 - ディミタル・ペトコフブルガリア首相、アナーキストに暗殺される。
- 3月13日 - セオドア・ルーズベルト米大統領が調停し、日本人学童の隔離命令が廃止される。
- 3月14日
  - 米ニューヨーク株式市場が大暴落。
  - 米、新移民法により、メキシコ、カナダ、ハワイ向けの旅券を用いての日本人、韓国人の移民を禁止。
  - フィンランド議会選挙。
- 3月15日
  - フィンランド議会選挙でアレクサンドラ・グリンベルク、ミーナ・スィッテンバーなど19名の女性議員が当選する。
  - 日本、樺太の軍政を廃止、内務大臣の指揮監督下に置く。
- 3月19日 - 癩予防法公布。
- 3月21日
  - ホンジュラスで革命。
  - イギリス、ドーバー海峡トンネル建設を拒否。
- 3月22日 - 南アフリカ・トランスヴァール政府、アジア人登録法を制定、インド人移民を制限する。
- 3月23日 - 仏シャム（現在のタイ）二国間協定。

### 4月
- 4月8日 - 英仏間でシャムに関する協定を締結。
- 4月12日 - スイス、新軍事法制定。在郷軍人に2年ごとの軍事教練を義務化。
- 4月15日
  - 第5回大英帝国植民地会議。
  - 日露両軍、租借地、鉄道付属地を除き満州から撤兵。
  - 日清鉄道協約締結。
- 4月17日 - 平民新聞、75号を最後に廃刊。
- 4月20日 - 明治天皇、来日中の救世軍大将ウィリアム・ブースを引見。
- 4月24日 - 刑法公布。
- 4月29日
  - ジョルジュ・クレマンソー仏首相、パリのストライキを弾圧し、メーデーに備え警官隊を総動員する。
  - 農商務省、貧農対策で養鶏を奨励。

### 5月
- 5月4日 – 日露漁業仮議定書締結。ロシア沿岸で日本漁船の操業が可能となる。
- 5月8日 - 華族令改正により新華族令および華族令施行規則公布。有爵者を華族と明示。
- 5月11日 - 独仏両国、知的所有権保護に関する協定締結。
- 5月13日 – ロンドンで第5回ロシア社会民主労働党党大会。ボリシェヴィキとメンシェヴィキの対立激化。
- 5月14日 - スウェーデンで、普通選挙法案上下両院で可決。
- 5月16日 - 英仏西、カルタヘナ条約に調印。
- 5月17日 - 露、ピョートル・カウフマン文相、ドゥーマにロシア国民の識字率を報告。男性は29パーセント、女性は13パーセント。
- 5月27日 - 市町村立小学校教員の平均月俸が上がる。

### 6月

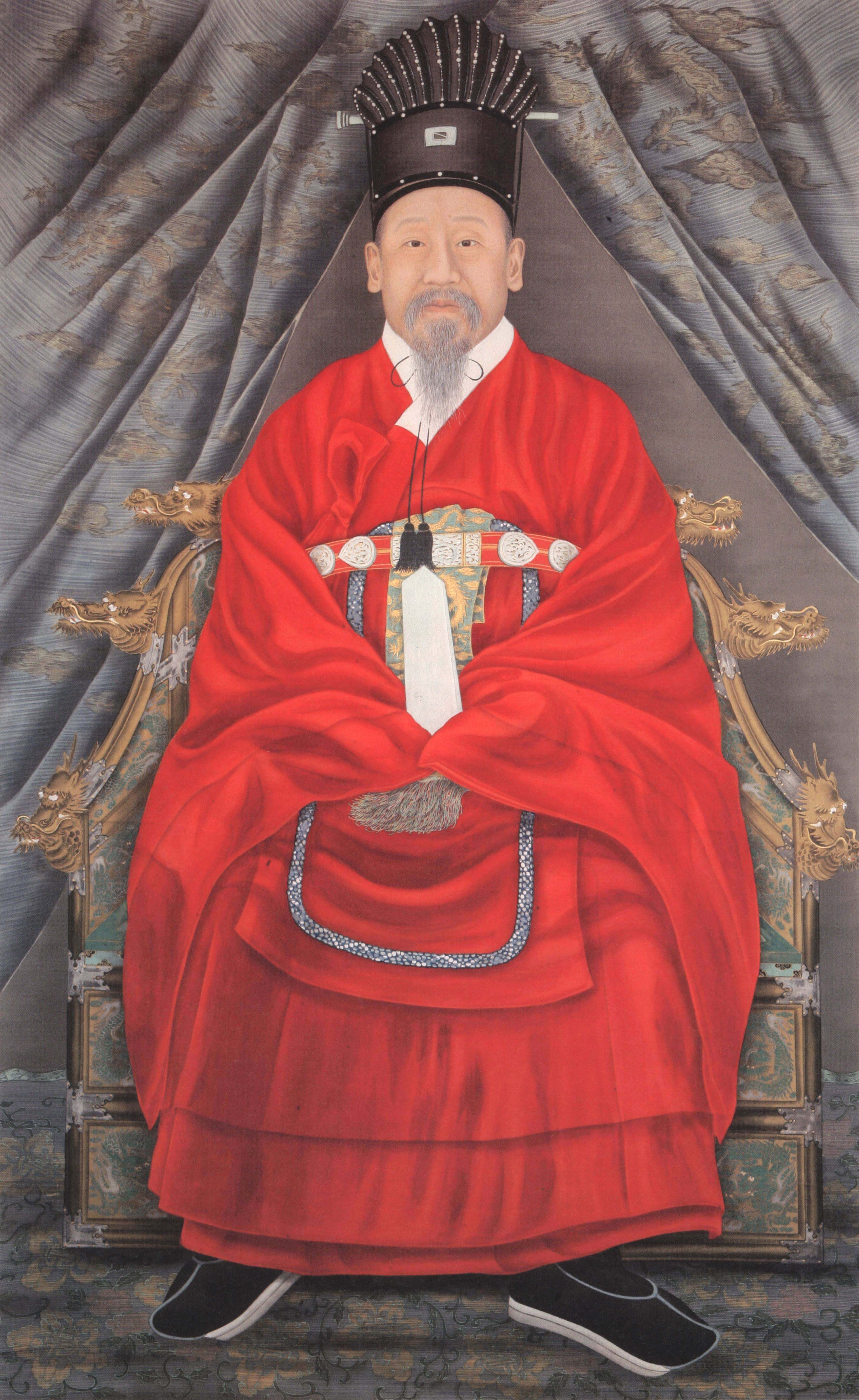
高宗皇帝

- 6月2日 - 中国革命同盟会が広東省恵州の七女湖で蜂起。10日後に鎮圧される。
- 6月10日 - 日仏協約とインドシナに関する日仏共同宣言調印。
- 6月14日 - ノルウェー議会、婦人参政権を盛り込んだ選挙法案を否決する。
- 6月15日 - 第2次ハーグ平和会議開催。韓国高宗皇帝が密使を使わし、日本の朝鮮半島侵略を訴える（ハーグ密使事件）。
- 6月16日 - ロシア皇帝ニコライ2世、突如ドゥーマを解散。新選挙法を公布。
- 6月25日 - 片山潜ら日本社会平民党を結成。27日結社禁止命令。

### 7月
- 7月1日 – 英、オレンジリバー植民地に自治権を付与し、自治政府が成立する。
- 7月3日
  - 伊藤博文、ハーグ密使事件に関して、高宗皇帝の責任を厳しく追及。
  - 大阪毎日新聞、ハーグ密使事件をスクープ。
- 7月5日
  - イタリア議会で日曜日を終日24時間休日とする法案が可決。
  - 仏下院国民議会、8時間労働法を可決する。
- 7月6日
  - 中国革命同盟会の光復会、安徽省安慶で蜂起。13日には浙江省紹興で秋瑾も蜂起したが失敗。
  - 英領中央アフリカをニアサランドと改称。
- 7月19日 - 高宗皇帝、譲位。韓国国民が騒擾。日本軍1個旅団を鎮定のため派遣。
- 7月23日 - 第3次日韓協約と秘密覚書に調印。
- 7月28日 - 日露通商条約、日露漁業条約に調印。日本はオホーツク海、ベーリング海の操業権を得る。
- 7月30日
  - フィリピン史上初の議会選挙。国民党が第一党となる。
  - 第1回日露協約に調印。
- 7月31日
  - 韓国軍解散の詔勅を発布。
  - 米軍、ドミニカ共和国のサントドミンゴから撤退。

### 8月
- 8月1日
  - アメリカ陸軍通信隊内部に航空部門発足。
  - 京城で韓国軍解散式。以後、半年に渡り抗日反乱が勃発（義兵運動）。
  - カサブランカでフランス人殺害。フランス軍軍艦を派遣。
- 8月2日 - イギリスで海外派遣軍及び国防義勇部隊創設法が成立。
- 8月3日 - 独露両皇帝がシュヴィーヌミュンデで会談。
- 8月4日 - フランス、カサブランカを報復攻撃。モロッコの大西洋沿岸を占領。
- 8月6日 - ジョージア州で禁酒法成立。
- 8月8日 - ゼムストヴォ議員125名が国民全体への普通教育を要求。
- 8月9日 - 英で婦人雇用法成立。
- 8月18日 - 第二インターナショナル第7回シュトゥットガルト大会開催。世界戦争反対宣言を決議。
- 8月20日 - 日清国境地帯の間島龍井村に統監府派出所を設置。清国政府は撤去を要求。
- 8月27日 - 韓国純宗皇帝（李拓）即位。
- 8月28日 - 英で死亡した妻の姉妹と結婚を認める法律が成立。
- 8月31日
  - 英露協商成立。これにより英仏露の三国協商成立。
  - 片山潜、田添鉄二らが社会主義同盟会を結成。

### 9月
- 9月1日
  - 中国革命同盟会、広東省欽州、廉州で蜂起。鎮圧される。
  - 天津、上海、漢口、牛荘、安東で日本人居留民団設立。
- 9月6日 - ピウス10世、回勅を発布。
- 9月7日 - バンクーバーのアジア人排斥協会がデモ。日本人家屋52戸に被害。カナダ政府、1万ドルの補償に応じる。
- 9月12日 - 軍令に関する件を制定。統帥権独立が強化される。
- 9月17日 - オクラホマ州住民投票で禁酒条項を含む憲法修正を採択。
- 9月18日 - 陸軍13個師団から19個師団に増強する陸軍管区表改正公布。
- 9月21日 - 外国郵便規則を公布。
- 9月26日 - ニュージーランドがイギリス連邦自治領となる。
- 9月28日 - タフト米陸軍長官、来日。移民の相互的禁止協約を提案。

### 10月

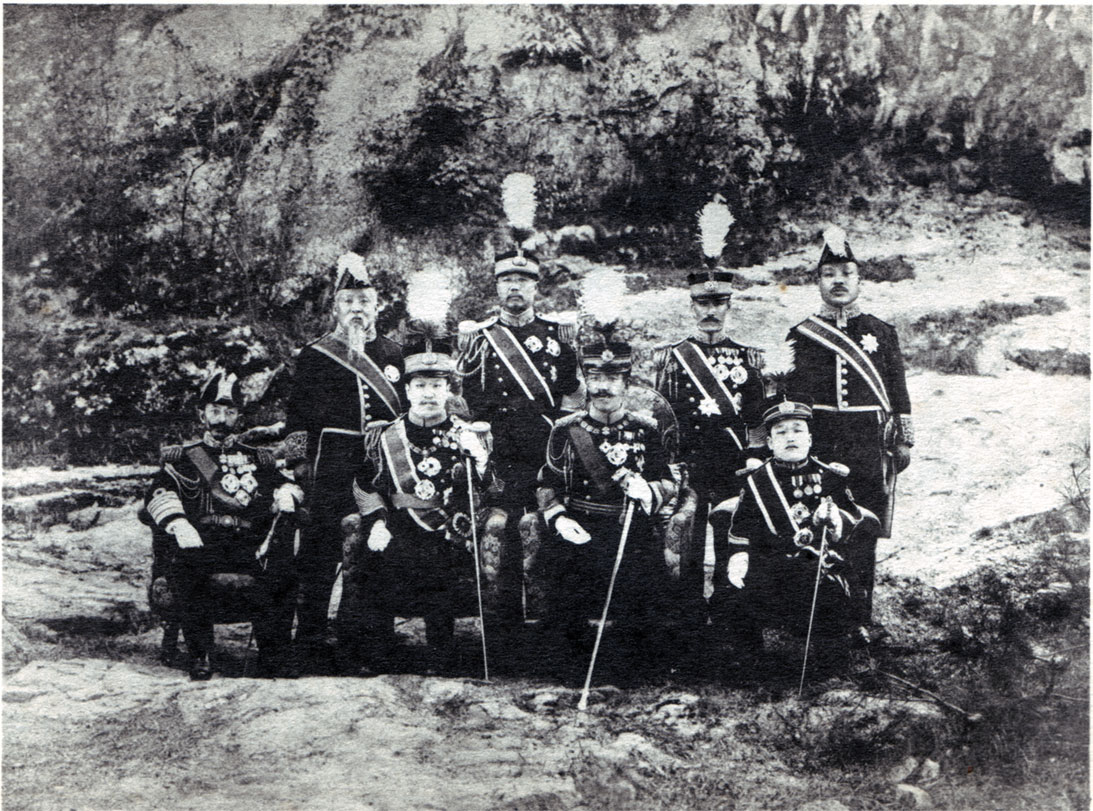
皇太子嘉仁親王（のちの大正天皇）が韓国を訪問。前列左から有栖川宮威仁親王、純宗皇帝、嘉仁親王（大正天皇）、英親王垠

- 10月1日 - ドイツ陸軍、ツェッペリン飛行船を購入。
- 10月8日 - イランで三権分立を盛り込んだ憲法補則を公布。
- 10月13日 - カナダ首相がバンクーバーの日本人排斥に関して遺憾の意を表明。
- 10月16日 - 皇太子嘉仁親王（のちの大正天皇）、京城に韓国皇帝を表敬訪問。
- 10月18日 - ハーグ平和会議閉幕。
- 10月26日 - ルート米国務長官、青木周蔵駐米大使と会談し、日本人移民制限を励行するように要請。
- 10月28日 - 陸軍の歩兵三年兵役制を二年制に改正。

### 11月
- 11月1日 - 第3次日韓協約で在韓日本人警察官は全て韓国警察官となる。
- 11月2日 - 香港で日貨排斥暴動起こる。
- 11月14日 - 第3ドゥーマ開会。新選挙法により反革命派が挽回。革命派を弾圧。
- 11月15日 - 台湾新竹庁で現地住民が蜂起。日本人60名余りが殺害される。
- 11月16日 - オブライエン駐日アメリカ大使、林董外相宛書簡で日本人労働者のアメリカ渡航制限を励行するよう申し入れ。日本側は自主規制を確約（日米紳士協約）。
- 11月18日 - 米労働総同盟（AFL）が日本人労働者排斥を主張する。
- 11月19日 - 韓国純宗皇帝（李拓）、皇太子李垠の日本留学を決定。
- 11月23日 - 伊藤博文、韓国皇太子の「太子太傅」に任命。
- 11月28日 - ベルギー・コンゴ条約締結。コンゴはベルギーにより併合される。
- 11月30日
  - 第3次日韓協約
  - 中国革命同志会が広西省の鎮南関で蜂起。12月8日鎮圧される。

### 12月
- 12月3日 - キエフ大学で当局の禁止命令に反して集会を開いた男子学生800名、女子学生ほぼ全員が退学処分。
- 12月6日 - 英がエチオピアとウガンダ・英領東アフリカの国境を確定。
- 12月7日 - エジプトでムスタファ・カメル（英語版）の下、国民党（英語版）が結成される。
- 12月8日 - スウェーデン国王オスカル2世崩御。
- 12月15日 - イランのシャー、ナシール・アル・マリク首相を投獄。
- 12月16日 - 米海軍主力艦隊（ホワイトフリート）が世界一周航海へ。
- 12月28日 - インド国民会議派大会で民族派と穏健派が対立して流会する。
- 12月29日 - カラチでインド・ムスリム連盟第1回大会が開催される。
- 12月 - 青年トルコ党を中心とする革命組織、パリで会合。専制政治打倒と武装蜂起を宣言。